# David Hunt (actor)
David Hunt (Covent Garden, 10 de diciembre de 1953) es un actor británico que ha trabajado tanto en Reino Unido como en Estados Unidos.

## Biografía
Hunt se graduó de la Juilliard School de Nueva York.
Su papel más conocido fue el de Harlan Rook en la película de acción La lista negra (de 1988), la quinta entrega de la serie de Harry el Sucio.
En Reino Unido, Hunt trabajó en el drama de época El vestido de terciopelo negro (ganadora de un premio en 1991), y fue miembro del reparto regular de la serie Beck para la BBC.
También ha tenido papeles como invitado en la serie de televisión Everybody Loves Raymond ―en la que actuaba su esposa Patricia― como Bill Parker, el vecino enemigo de Ray Barone. También apareció en el papel recurrente de Darren McCarthy durante la sexta temporada de 24.
En 2005, Hunt dirigió el documental The Bituminous Coal Queens of Pennsylvania, producido por Fourboys Films. Su último proyecto fue la película El acuerdo (de 2008), con William H. Macy, Meg Ryan y Jason Ritter.
Hunt está casado desde 1990 con la actriz estadounidense Patricia Heaton, protagonista de Everybody Loves Raymond y The Middle. Tienen cuatro hijos: Sam, John, Joe y Dan Hunt.
En 2001 fundó una compañía productora con Patricia Heaton: Fourboys Films.

## Filmografía

### Cine
- 1988: The Dead Pool, como Harlan Rook
- 1989: Nasty Boys, como Dale Lofton
- 1991: The Black Velvet Gown, como Laurence Gallmington
- 1992: Just Like a Woman, como Police Officer #1
- 1995: Jade, como Pat Callendar
- 2001: Murder on the Orient Express, como Bob Arbuthnot
- 2006: Amazing Grace, como Lord Camden
- 2008: The Deal, como Grier Clark
- 2008: Justice League: The New Frontier, como Harry (voz).
- 2012: Liz & Dick (película de televisión), como Ifor Jenkins.
- 2014: Moms' Night Out, como Cabbie.

### Televisión
- 1988: Sonny Spoon (1 episodio), como Atlas
- 1995: The Client (1 episodio), como Tom Halstead
- 1998-2002: Everybody Loves Raymond (3 episodios), como Bill Parker
- 2005: Numb3rs (1 episodio), como Elliot Cole
- 2005: Monk (1 episodio), como Michael Norfleet
- 2007: 24 (4 episodios), como Darren McCarthy
- 2011: Castle (1 episodio), como Falco
- 2012: Mad Men (1 episodio), como Edwin Baker